# Gheorghe Vitanidis
Gheorghe Vitanidis ou Georgios Vitanidis est un réalisateur et scénariste roumain d'origine grecque pontique, né le 1er octobre 1929 à Mangalia (ville portuaire la mer Noire), et mort le 25 novembre 1994 à Athènes (Grèce).

## Parcours
En 1953, Gheorghe Vitanidis sort diplômé de l'Université nationale d'art théâtral et cinématographique de Bucarest (Universitatea Națională de Artă Teatrală și Cinematografică Ion Luca Caragiale din București).
En 1958, il est l'assistant réalisateur du cinéaste français Louis Daquin, pour le film Les Chardons du Baragan, présenté au Festival de Cannes de 1958 pour la Palme d'or sans pour autant l'obtenir. 
Gheorghe Vitanidis participe deux fois au Festival international du film de Moscou, en 1968 pour Răutăciosul adolescent, et en 1979 pour Clipa.
Il travailla avec le scénariste Mihnea Gheorghiu sur deux de ses œuvres cinématographiques, Dimitrie Cantemir et Burebista.

## Filmographie

### Longs métrages
- 1958 Les Chardons du Baragan (Ciulinii Bărăganului) assistant réalisateur
- 1959 Băieții noștri, (Nos garçons)
- 1961 Poste restante (Post restant)
- 1965 Gaudeamus igitur,
- 1967 Șeful sectorului suflete, (Chef du secteur des âmes)
- 1968 Răutăciosul adolescent (ro)
- 1971 Facerea lumii, (La Création du monde)
- 1972 Ciprian Porumbescu,
- 1973 Dimitrie Cantemir,
- 1975 Mușchetarul român, (Mousquetaires roumains)
- 1976 Casa de la miezul nopții, (La Maison de minuit)
- 1977 Războiul de Independență coréalisé avec Sergiu Nicolaescu et Doru Năstase, série de  téléfilms TV, (Guerre d'Indépendance)
- 1979 Clipa, (Moment)
- 1980 Burebista,
- 1983 Dragostea și revoluția, (Amour et révolution)
- 1984 Masca de argint, (Le Masque d'argent)
- 1985 Colierul de turcoaze, (Le Collier turquoise)
- 1987 În fiecare zi mi-e dor de tine, (Chaque jour, tu me manques)

### Documentaires
- 1986 : Zi de sărbătoare, (Location de vacances)
- 1988 : La marea sărbătoare, (La grande fête)
- 1989 : Cu poporul, pentru popor, (Avec le peuple, pour le peuple)